# Eulepidotis deiliniaria
Eulepidotis deiliniaria là một loài bướm đêm trong họ Erebidae.